# RND3
RND3 (англ. Rho family GTPase 3) – білок, який кодується однойменним геном, розташованим у людей на короткому плечі 2-ї хромосоми.  Довжина поліпептидного ланцюга білка становить 244 амінокислот, а молекулярна маса — 27 368.
| 10         |  | 20         |  | 30         |  | 40         |  | 50         |
| ---------- |  | ---------- |  | ---------- |  | ---------- |  | ---------- |
| MKERRASQKL |  | SSKSIMDPNQ |  | NVKCKIVVVG |  | DSQCGKTALL |  | HVFAKDCFPE |
| NYVPTVFENY |  | TASFEIDTQR |  | IELSLWDTSG |  | SPYYDNVRPL |  | SYPDSDAVLI |
| CFDISRPETL |  | DSVLKKWKGE |  | IQEFCPNTKM |  | LLVGCKSDLR |  | TDVSTLVELS |
| NHRQTPVSYD |  | QGANMAKQIG |  | AATYIECSAL |  | QSENSVRDIF |  | HVATLACVNK |
| TNKNVKRNKS |  | QRATKRISHM |  | PSRPELSAVA |  | TDLRKDKAKS |  | CTVM       |

A: Аланін

C: Цистеїн

D: Аспарагінова кислота

E: Глутамінова кислота

F: Фенілаланін

G: Гліцин

H: Гістидин

I: Ізолейцин

K: Лізин

L: Лейцин

M: Метіонін

N: Аспарагін

P: Пролін

Q: Глутамін

R: Аргінін

S: Серин

T: Треонін

V: Валін

W: Триптофан

Білок має сайт для зв'язування з нуклеотидами, ГТФ. 
Локалізований у мембрані, апараті гольджі.